# Sarcopodium circinosetiferum
Sarcopodium circinosetiferum är en svampart som först beskrevs av Matsush., och fick sitt nu gällande namn av Matsush. 1996. Sarcopodium circinosetiferum ingår i släktet Sarcopodium, divisionen sporsäcksvampar och riket svampar.   Inga underarter finns listade i Catalogue of Life.